# Gomk
Gomk – wieś w Armenii, w prowincji Wajoc Dzor. W 2011 roku liczyła 138 mieszkańców.